# 福萊特玻璃
福萊特玻璃集團股份有限公司，簡稱福萊特玻璃集團股份、福萊特玻璃集團，以及福萊特玻璃（英語：Flat Glass Group Co., Ltd.，港交所：6865，上交所：601865），在1998年，由阮洪良（董事長）、陳新華、鄒海明、王惠芬、祝全明、駱淑英、徐林根、鄭文榮、吳和榮、伍建平、沈福泉、陳堅、魏葉忠、張永明及陸培華，於浙江嘉興（總部）成立前身「嘉興市耐邦經貿有限公司」。
業務在全球經營研发、制造、加工和销售各類玻璃產品。
股份則在2015年11月26日於港交所主板上市，招股價為2.68港元，全球發售為4.5億H股，集資額為9.45億至12.06億港元，其中基石投資者中國華融若干旗下基金，便投資了2.3018億港元。

## 外部連結
- flatgroup.com.cn （页面存档备份，存于）